# Belcodène
Belcodène – miejscowość i gmina we Francji, w regionie Prowansja-Alpy-Lazurowe Wybrzeże, w departamencie Delta Rodanu.
Według danych na rok 1990 gminę zamieszkiwało 865 osób, a gęstość zaludnienia wynosiła 67 osób/km² (wśród 963 gmin regionu Prowansja-Alpy-W. Lazurowe Belcodène plasuje się na 401. miejscu pod względem liczby ludności, natomiast pod względem powierzchni na miejscu 630.).